# Пляйни
Пляйни (пол. Plajny, нім. Plehnen) — село в Польщі, у гміні Ґодково Ельблонзького повіту Вармінсько-Мазурського воєводства.
Населення — 62 особи (2011).
У 1975-1998 роках село належало до Ельблонзького воєводства.

## Демографія
Демографічна структура станом на 31 березня 2011 року:
|          | Загалом | Допрацездатний вік | Працездатний вік | Постпрацездатний вік |
| -------- | ------- | ------------------ | ---------------- | -------------------- |
| Чоловіки | 27      | 7                  | 19               | 1                    |
| Жінки    | 35      | 8                  | 23               | 4                    |
| Разом    | 62      | 15                 | 42               | 5                    |